# Notommata avena
Notommata avena är en hjuldjursart som beskrevs av Myers 1933. Notommata avena ingår i släktet Notommata och familjen Notommatidae. Inga underarter finns listade i Catalogue of Life.